# Космические течения
«Космические течения» (англ. The Currents of Space) — роман Айзека Азимова, вышедший в 1952 году. Относится к циклу о Галактической империи, куда также входят книги «Звёзды как пыль» и «Камешек в небе». Первая публикация на русском языке в журнале «Техника-молодёжи», № 9-12 за 1965 год и № 1-7 за 1966 год в переводе Зинаиды Бобырь с иллюстрациями А. Побединского".

## Сюжет
Действия сюжета происходит во времена перехода Трантора из региональной державы в государство, контролирующее всю Галактику. К этому времени Трантор контролирует половину обитаемых миров.
Независимая планета Сарк эксплуатирует планету Флорина, зарабатывая за счёт "кырта" — универсального волокна, которое можно выращивать только на этой планете. Попытки разрушить монополию Сарка высаживанием кырта в других местах так и не увенчались успехом, вместо него вырастал только хлопок. Всё пятисотмиллионное население планеты в нечеловеческих условиях занимается добычей кырта под контролем обученных на Сарке соотечественников («резидентов») для нескольких десятков тысяч жителей Сарка («патрульных» и «сквайров»). В то же время Трантор для усиления собственной мощи не против присоединить эти два мира.
Возможную гибель Флорины предсказывает аналитик Межзвёздного Космоаналитического Бюро Рик, который после обработки своего мозга психозондом впадает в амнезию. Постепенно ему удаётся восстановить утраченные воспоминания, после чего происходит политический кризис с участием Сарка, Флорины и Трантора. Рик обнаружил, что солнце Флорины из-за прохождения сквозь космические углеродные течения вошло в стадию, предшествующую взрыву новой звезды. Также ему удалось обнаружить взаимосвязь между испускаемым солнцем излучением и загадкой выращивания кырта.
Потеря Флорины, означающая потерю единственного источника огромного богатства, вызывает сильное сопротивление со стороны правителей Сарка — пяти семей Великих сквайров. Однако, осознав факт уничтожения кыртной монополии, они принимают предложение Трантора о выкупе планеты.

## Отзывы
Обозреватель Galaxy Грофф Конклин описал роман как «одно из меньших усилий Азимова, но всё равно значительно превосходящее среднюю космическую оперу.» Боучер и МакКомас сочли Течения шагом вперёд по сравнению с предыдущими работами писателя, назвав его "первоклассным развлечением [которое] гораздо более ловко построено, чем предыдущие предприятия Азимова в этом ключе.